# Dyskografia George’a Straita
Dyskografia amerykańskiego piosenkarza country George’a Straita (ur. 1952) obejmuje 30 albumów studyjnych, 4 albumy koncertowe, 1 ścieżkę dźwiękową, 125 singli oraz 17 kompilacji. Spośród tych wydawnictw, aż 36 uzyskało przynajmniej złoty certyfikat przyznawany przez Recording Industry Association of America (RIAA), a 5 z nich dotarło do pierwszego miejsca na liście Billboard 200. Najwyżej certyfikowanym albumem Straita jest ścieżka dźwiękowa Pure Country z 1992 roku, wyróżniona sześciokrotną platyną za sprzedaż sześciu milionów egzemplarzy w USA. Jeszcze większy sukces komercyjny odniósł jednak box set Strait Out of the Box z 1995 roku, który zdobył status ośmiokrotnej platyny.
Wśród albumów studyjnych Straita, wszystkie — z wyjątkiem George Strait (2000), Twang (2009), Here for a Good Time (2011), Love Is Everything (2013) oraz Cold Beer Conversation (2015) — osiągnęły co najmniej platynowy status. Do czerwca 2014 roku Strait sprzedał 45 milionów albumów w Stanach Zjednoczonych od momentu, gdy firma Nielsen SoundScan rozpoczęła monitorowanie sprzedaży w 1991 roku. Artysta zgromadził także więcej albumów w „Top 10” zestawienia Billboard 200 niż jakikolwiek inny wykonawca w tym okresie.
George Strait może pochwalić się rekordowymi 44 utworami, które dotarły na pierwsze miejsce listy Billboard Country. Na liście „Billboard’s Hot Country Songs” umieścił 86 singli w „Top 10”, ustępując pod tym względem jedynie Eddy’emu Arnoldowi, który ma ich na koncie 92.

## Single

### 1981–1989
| Rok                                                              | Tytuł                                                              | Najwyższe pozycje na listach | Najwyższe pozycje na listach | Certyfikaty        | Album                                |
| Rok                                                              | Tytuł                                                              | USA Country                  | CAN Country                  | Certyfikaty        | Album                                |
| ---------------------------------------------------------------- | ------------------------------------------------------------------ | ---------------------------- | ---------------------------- | ------------------ | ------------------------------------ |
| 1981                                                             | "Unwound"                                                          | 6                            | —                            |                    | Strait Country                       |
| 1981                                                             | "Down and Out"                                                     | 16                           | 14                           |                    | Strait Country                       |
| 1982                                                             | "If You're Thinking You Want a Stranger (There's One Coming Home)" | 3                            | 2                            |                    | Strait Country                       |
| 1982                                                             | "Fool Hearted Memory"                                              | 1                            | 1                            | - RIAA: Złoto      | Strait from the Heart                |
| 1982                                                             | "Marina del Rey"                                                   | 6                            | 2                            |                    | Strait from the Heart                |
| 1983                                                             | "Amarillo by Morning"                                              | 4                            | 1                            | - RIAA: 4× Platyna | Strait from the Heart                |
| 1983                                                             | "A Fire I Can't Put Out"                                           | 1                            | 2                            |                    | Strait from the Heart                |
| 1983                                                             | "You Look So Good in Love"                                         | 1                            | 1                            | - RIAA: Platyna    | Right or Wrong                       |
| 1984                                                             | "Right or Wrong"                                                   | 1                            | 1                            |                    | Right or Wrong                       |
| 1984                                                             | "Let's Fall to Pieces Together"                                    | 1                            | 1                            |                    | Right or Wrong                       |
| 1984                                                             | "Does Fort Worth Ever Cross Your Mind"                             | 1                            | 10                           |                    | Does Fort Worth Ever Cross Your Mind |
| 1985                                                             | "The Cowboy Rides Away"                                            | 5                            | 3                            | - RIAA: Złoto      | Does Fort Worth Ever Cross Your Mind |
| 1985                                                             | "The Fireman"                                                      | 5                            | 10                           | - RIAA: Złoto      | Does Fort Worth Ever Cross Your Mind |
| 1985                                                             | "The Chair"                                                        | 1                            | 1                            | - RIAA: Platyna    | Something Special                    |
| 1985                                                             | "You're Something Special to Me"                                   | 4                            | 4                            |                    | Something Special                    |
| 1986                                                             | "Nobody in His Right Mind Would've Left Her"                       | 1                            | 1                            | - RIAA: Złoto      | #7                                   |
| 1986                                                             | "It Ain't Cool to Be Crazy About You"                              | 1                            | 5                            |                    | #7                                   |
| 1986                                                             | "Ocean Front Property"                                             | 1                            | 1                            | - RIAA: Platyna    | Ocean Front Property                 |
| 1987                                                             | "All My Ex's Live in Texas"                                        | 1                            | 1                            | - RIAA: Platyna    | Ocean Front Property                 |
| 1987                                                             | "Am I Blue"                                                        | 1                            | 1                            |                    | Ocean Front Property                 |
| 1988                                                             | "Famous Last Words of a Fool"                                      | 1                            | 1                            |                    | If You Ain't Lovin' You Ain't Livin' |
| 1988                                                             | "Baby Blue"                                                        | 1                            | 3                            | - RIAA: Złoto      | If You Ain't Lovin' You Ain't Livin' |
| 1988                                                             | "If You Ain't Lovin' (You Ain't Livin')"                           | 1                            | 1                            |                    | If You Ain't Lovin' You Ain't Livin' |
| 1988                                                             | "Baby's Gotten Good at Goodbye"                                    | 1                            | 1                            | - RIAA: Złoto      | Beyond the Blue Neon                 |
| 1989                                                             | "What's Going On in Your World"                                    | 1                            | 2                            |                    | Beyond the Blue Neon                 |
| 1989                                                             | "Ace in the Hole"                                                  | 1                            | 1                            |                    | Beyond the Blue Neon                 |
| 1989                                                             | "Overnight Success"                                                | 8                            | 7                            |                    | Beyond the Blue Neon                 |
| „—” oznacza wydania, które nie znalazły się na listach przebojów |                                                                    |                              |                              |                    |                                      |

### 1990–1999
| Rok                                                              | Tytuł                                  | Najwyższe pozycje na listach | Najwyższe pozycje na listach | Najwyższe pozycje na listach | Certyfikaty        | Album                      |
| Rok                                                              | Tytuł                                  | USA Country                  | USA                          | CAN Country                  | Certyfikaty        | Album                      |
| ---------------------------------------------------------------- | -------------------------------------- | ---------------------------- | ---------------------------- | ---------------------------- | ------------------ | -------------------------- |
| 1990                                                             | "Love Without End, Amen"               | 1                            | —                            | 1                            | - RIAA: Platyna    | Livin' It Up               |
| 1990                                                             | "Drinking Champagne"                   | 4                            | —                            | 3                            |                    | Livin' It Up               |
| 1990                                                             | "I've Come to Expect It from You"      | 1                            | —                            | 1                            |                    | Livin' It Up               |
| 1991                                                             | "If I Know Me"                         | 1                            | —                            | 1                            |                    | Chill of an Early Fall     |
| 1991                                                             | "You Know Me Better Than That"         | 1                            | —                            | 1                            |                    | Chill of an Early Fall     |
| 1991                                                             | "The Chill of an Early Fall"           | 3                            | —                            | 2                            |                    | Chill of an Early Fall     |
| 1992                                                             | "Lovesick Blues"                       | 24                           | —                            | 23                           |                    | Chill of an Early Fall     |
| 1992                                                             | "Gone as a Girl Can Get"               | 5                            | —                            | 6                            |                    | Holding My Own             |
| 1992                                                             | "So Much Like My Dad"                  | 3                            | —                            | 3                            |                    | Holding My Own             |
| 1992                                                             | "I Cross My Heart"                     | 1                            | —                            | 1                            | - RIAA: 3× Platyna | Pure Country               |
| 1993                                                             | "Heartland"                            | 1                            | —                            | 1                            | - RIAA: Złoto      | Pure Country               |
| 1993                                                             | "When Did You Stop Loving Me"          | 6                            | —                            | 6                            |                    | Pure Country               |
| 1993                                                             | "Easy Come, Easy Go"                   | 1                            | 71                           | 1                            | - RIAA: Złoto      | Easy Come, Easy Go         |
| 1993                                                             | "I'd Like to Have That One Back"       | 3                            | —                            | 3                            |                    | Easy Come, Easy Go         |
| 1994                                                             | "Lovebug"                              | 8                            | —                            | 9                            |                    | Easy Come, Easy Go         |
| 1994                                                             | "The Man in Love with You"             | 4                            | —                            | 2                            |                    | Easy Come, Easy Go         |
| 1994                                                             | "The Big One"                          | 1                            | —                            | 4                            |                    | Lead On                    |
| 1994                                                             | "You Can't Make a Heart Love Somebody" | 1                            | —                            | 2                            |                    | Lead On                    |
| 1995                                                             | "Adalida"                              | 3                            | —                            | 2                            |                    | Lead On                    |
| 1995                                                             | "Lead On"                              | 7                            | —                            | 8                            |                    | Lead On                    |
| 1995                                                             | "Check Yes or No"                      | 1                            | —                            | 1                            | - RIAA: 4× Platyna | Strait Out of the Box      |
| 1995                                                             | "I Know She Still Loves Me"            | 5                            | —                            | 8                            |                    | Strait Out of the Box      |
| 1996                                                             | "Blue Clear Sky"                       | 1                            | —                            | 1                            | - RIAA: Platyna    | Blue Clear Sky             |
| 1996                                                             | "Carried Away"                         | 1                            | —                            | 2                            | - RIAA: Platyna    | Blue Clear Sky             |
| 1996                                                             | "I Can Still Make Cheyenne"            | 4                            | —                            | 2                            | - RIAA: Platyna    | Blue Clear Sky             |
| 1996                                                             | "King of the Mountain"                 | 19                           | —                            | 27                           |                    | Blue Clear Sky             |
| 1997                                                             | "One Night at a Time"                  | 1                            | 59                           | 1                            |                    | Carrying Your Love with Me |
| 1997                                                             | "Carrying Your Love with Me"           | 1                            | —                            | 1                            | - RIAA: 2× Platyna | Carrying Your Love with Me |
| 1997                                                             | "Today My World Slipped Away"          | 3                            | —                            | 7                            |                    | Carrying Your Love with Me |
| 1998                                                             | "Round About Way"                      | 1                            | —                            | 1                            |                    | Carrying Your Love with Me |
| 1998                                                             | "I Just Want to Dance with You"        | 1                            | 61                           | 1                            | - RIAA: Złoto      | One Step at a Time         |
| 1998                                                             | "True"                                 | 2                            | —                            | 1                            |                    | One Step at a Time         |
| 1998                                                             | "We Really Shouldn't Be Doing This"    | 4                            | 44                           | 2                            |                    | One Step at a Time         |
| 1999                                                             | "Meanwhile"                            | 4                            | 38                           | 1                            |                    | Always Never the Same      |
| 1999                                                             | "Write This Down"                      | 1                            | 27                           | 1                            | - RIAA: 2× Platyna | Always Never the Same      |
| 1999                                                             | "What Do You Say to That"              | 4                            | 45                           | 2                            |                    | Always Never the Same      |
| „—” oznacza wydania, które nie znalazły się na listach przebojów |                                        |                              |                              |                              |                    |                            |

### 2000–2009
| Rok                                                              | Tytuł                                        | Najwyższe pozycje na listach | Najwyższe pozycje na listach | Najwyższe pozycje na listach | Najwyższe pozycje na listach | Certyfikaty        | Album                          |
| Rok                                                              | Tytuł                                        | USA Country                  | USA                          | CAN Country                  | CAN                          | Certyfikaty        | Album                          |
| ---------------------------------------------------------------- | -------------------------------------------- | ---------------------------- | ---------------------------- | ---------------------------- | ---------------------------- | ------------------ | ------------------------------ |
| 2000                                                             | "The Best Day"                               | 1                            | 31                           | 7                            | —                            |                    | Latest Greatest Straitest Hits |
| 2000                                                             | "Go On"                                      | 2                            | 40                           | 1                            | —                            |                    | George Strait                  |
| 2000                                                             | "Don't Make Me Come Over There and Love You" | 17                           | —                            | —                            | —                            |                    | George Strait                  |
| 2001                                                             | "If You Can Do Anything Else"                | 5                            | 51                           | —                            | —                            |                    | George Strait                  |
| 2001                                                             | "Run"                                        | 2                            | 34                           | —                            | —                            | - RIAA: Platyna    | The Road Less Traveled         |
| 2002                                                             | "Living and Living Well"                     | 1                            | 27                           | —                            | —                            |                    | The Road Less Traveled         |
| 2002                                                             | "She'll Leave You with a Smile"              | 1                            | 23                           | —                            | —                            | - RIAA: Platyna    | The Road Less Traveled         |
| 2003                                                             | "Tell Me Something Bad About Tulsa"          | 11                           | 69                           | —                            | —                            |                    | Honkytonkville                 |
| 2003                                                             | "Cowboys Like Us"                            | 2                            | 38                           | —                            | —                            | - RIAA: Złoto      | Honkytonkville                 |
| 2004                                                             | "Desperately"                                | 6                            | 44                           | 5                            | —                            |                    | Honkytonkville                 |
| 2004                                                             | "I Hate Everything"                          | 1                            | 35                           | 3                            | —                            | - RIAA: Złoto      | 50 Number Ones                 |
| 2005                                                             | "You'll Be There"                            | 4                            | 54                           | 5                            | —                            |                    | Somewhere Down in Texas        |
| 2005                                                             | "She Let Herself Go"                         | 1                            | 54                           | 3                            | —                            | - RIAA: Złoto      | Somewhere Down in Texas        |
| 2006                                                             | "The Seashores of Old Mexico"                | 11                           | 85                           | 7                            | —                            |                    | Somewhere Down in Texas        |
| 2006                                                             | "Give It Away"                               | 1                            | 35                           | 1                            | —                            | - RIAA: 2× Platyna | It Just Comes Natural          |
| 2006                                                             | "It Just Comes Natural"                      | 1                            | 58                           | 1                            | —                            | - RIAA: Platyna    | It Just Comes Natural          |
| 2007                                                             | "Wrapped"                                    | 2                            | 71                           | 1                            | 63                           | - RIAA: Złoto      | It Just Comes Natural          |
| 2007                                                             | "How 'bout Them Cowgirls"                    | 3                            | 49                           | 3                            | 67                           | - RIAA: Złoto      | It Just Comes Natural          |
| 2008                                                             | "I Saw God Today"                            | 1                            | 33                           | 1                            | 60                           | - RIAA: Platyna    | Troubadour                     |
| 2008                                                             | "Troubadour"                                 | 7                            | 54                           | 3                            | 74                           | - RIAA: 3× Platyna | Troubadour                     |
| 2008                                                             | "River of Love"                              | 1                            | 59                           | 6                            | 77                           |                    | Troubadour                     |
| 2009                                                             | "Living for the Night"                       | 2                            | 53                           | 4                            | 72                           |                    | Twang                          |
| 2009                                                             | "Twang"                                      | 14                           | 100                          | 13                           | —                            |                    | Twang                          |
| „—” oznacza wydania, które nie znalazły się na listach przebojów |                                              |                              |                              |                              |                              |                    |                                |

### 2010–2019
| Rok                                                              | Tytuł                          | Najwyższe pozycje na listach | Najwyższe pozycje na listach | Najwyższe pozycje na listach | Najwyższe pozycje na listach | Najwyższe pozycje na listach | Certyfikaty        | Album                         |
| Rok                                                              | Tytuł                          | USA Country                  | USA Country Airplay          | USA                          | CAN Country                  | CAN                          | Certyfikaty        | Album                         |
| ---------------------------------------------------------------- | ------------------------------ | ---------------------------- | ---------------------------- | ---------------------------- | ---------------------------- | ---------------------------- | ------------------ | ----------------------------- |
| 2010                                                             | "I Gotta Get to You"           | 3                            | 3                            | 70                           | 4                            | —                            |                    | Twang                         |
| 2010                                                             | "The Breath You Take"          | 6                            | 6                            | 63                           | 10                           | 90                           |                    | Twang                         |
| 2011                                                             | "Here for a Good Time"         | 2                            | 2                            | 46                           | 2                            | 66                           | - RIAA: Platyna    | Here for a Good Time          |
| 2011                                                             | "Love's Gonna Make It Alright" | 3                            | 3                            | 61                           | 6                            | —                            |                    | Here for a Good Time          |
| 2012                                                             | "Drinkin' Man"                 | 37                           | 37                           | —                            | —                            | —                            |                    | Here for a Good Time          |
| 2012                                                             | "Give It All We Got Tonight"   | 7                            | 2                            | 43                           | 30                           | 72                           | - RIAA: 2× Platyna | Love Is Everything            |
| 2013                                                             | "I Believe"                    | —                            | 50                           | —                            | —                            | —                            |                    | Love Is Everything            |
| 2013                                                             | "I Got a Car"                  | 23                           | 17                           | 89                           | 39                           | —                            | - RIAA: Platyna    | Love Is Everything            |
| 2015                                                             | "Let It Go"                    | 29                           | 46                           | —                            | —                            | —                            |                    | Cold Beer Conversation        |
| 2015                                                             | "Cold Beer Conversation"       | 36                           | 33                           | —                            | 43                           | —                            |                    | Cold Beer Conversation        |
| 2016                                                             | "Goin' Goin' Gone"             | —                            | —                            | —                            | —                            | —                            |                    | Strait Out of the Box: Part 2 |
| 2019                                                             | "Every Little Honky Tonk Bar"  | 20                           | 17                           | —                            | 29                           | —                            | - RIAA: Platyna    | Honky Tonk Time Machine       |
| 2019                                                             | "The Weight of the Badge"      | 43                           | 51                           | —                            | —                            | —                            |                    | Honky Tonk Time Machine       |
| „—” oznacza wydania, które nie znalazły się na listach przebojów |                                |                              |                              |                              |                              |                              |                    |                               |

### 2020–obecnie
| Rok                                                              | Tytuł                 | Najwyższe pozycje na listach | Najwyższe pozycje na listach | Certyfikaty | Album                |
| Rok                                                              | Tytuł                 | USA Country                  | USA                          | Certyfikaty | Album                |
| ---------------------------------------------------------------- | --------------------- | ---------------------------- | ---------------------------- | ----------- | -------------------- |
| 2024                                                             | "MIA Down In MIA"     | —                            | —                            |             | Cowboys and Dreamers |
| 2024                                                             | "The Little Things"   | —                            | —                            |             | Cowboys and Dreamers |
| 2024                                                             | "Three Drinks Behind" | —                            | —                            |             | Cowboys and Dreamers |
| „—” oznacza wydania, które nie znalazły się na listach przebojów |                       |                              |                              |             |                      |

### Inne utwory z notowań

#### Strony B
| Year | Song                                           | Peak positions | Strona A              |
| Year | Song                                           | USA Country    | Strona A              |
| ---- | ---------------------------------------------- | -------------- | --------------------- |
| 1990 | "Hollywood Squares"                            | 67             | "Overnight Success"   |
| 1996 | "Do the Right Thing"                           | 69             | "Carried Away"        |
| 1997 | "Won't You Come Home (And Talk to a Stranger)" | 70             | "One Night at a Time" |
| 2001 | "The Real Thing"                               | 60             | "Run"                 |
| 2004 | "Honk If You Honky Tonk"                       | 45             | "Desperately"         |

#### Utwory bożonarodzeniowe
| Year | Song                                     | Peak positions | Album                            |
| Year | Song                                     | USA Country    | Album                            |
| ---- | ---------------------------------------- | -------------- | -------------------------------- |
| 1996 | "Santa Claus Is Coming to Town"          | 69             | Merry Christmas Strait to You!   |
| 1998 | "Merry Christmas Strait to You"          | 58             | Merry Christmas Strait to You!   |
| 2000 | "I Know What I Want for Christmas"       | 73             | Merry Christmas Wherever You Are |
| 2000 | "Let It Snow! Let It Snow! Let It Snow!" | 72             | Merry Christmas Wherever You Are |
| 2000 | "Jingle Bell Rock"                       | 69             | Merry Christmas Wherever You Are |
| 2001 | "Old Time Christmas"                     | 62             | Merry Christmas Wherever You Are |
| 2002 | "Christmas Cookies"                      | 33             | A Country Christmas 1999         |

## Albumy

### Albumy studyjne

#### 1981–1990
| Rok                                                              | Tytuł                                | Szczegóły dotyczące albumu                           | Najwyższe pozycje na listach | Najwyższe pozycje na listach | Certyfikaty                     |
| Rok                                                              | Tytuł                                | Szczegóły dotyczące albumu                           | USA                          | USA Country                  | Certyfikaty                     |
| ---------------------------------------------------------------- | ------------------------------------ | ---------------------------------------------------- | ---------------------------- | ---------------------------- | ------------------------------- |
| 1981                                                             | Strait Country                       | - Data wydania: 4 września 1981 - Wytwórnia: MCA     | —                            | 26                           | - RIAA: Platyna                 |
| 1982                                                             | Strait from the Heart                | - Data wydania: 3 czerwca 1982 - Wytwórnia: MCA      | —                            | 18                           | - RIAA: Platyna                 |
| 1983                                                             | Right or Wrong                       | - Data wydania: 6 października 1983 - Wytwórnia: MCA | 163                          | 1                            | - RIAA: Platyna                 |
| 1984                                                             | Does Fort Worth Ever Cross Your Mind | - Data wydania: 26 września 1984 - Wytwórnia: MCA    | 150                          | 1                            | - RIAA: Platyna                 |
| 1985                                                             | Something Special                    | - Data wydania: 29 sierpnia 1985 - Wytwórnia: MCA    | —                            | 1                            | - RIAA: Platyna                 |
| 1986                                                             | #7                                   | - Data wydania: 14 maja 1986 - Wytwórnia: MCA        | 127                          | 1                            | - RIAA: Platyna                 |
| 1987                                                             | Ocean Front Property                 | - Data wydania: 12 stycznia 1987 - Wytwórnia: MCA    | 117                          | 1                            | - RIAA: 2x Platyna - CAN: Złoto |
| 1988                                                             | If You Ain't Lovin' You Ain't Livin' | - Data wydania: 22 lutego 1988 - Wytwórnia: MCA      | 87                           | 1                            | - RIAA: Platyna - CAN: Złoto    |
| 1989                                                             | Beyond the Blue Neon                 | - Data wydania: 6 lutego 1989 - Wytwórnia: MCA       | 92                           | 1                            | - RIAA: Platyna - CAN: Złoto    |
| 1990                                                             | Livin' It Up                         | - Data wydania: 15 maja 1990 - Wytwórnia: MCA        | 35                           | 1                            | - RIAA: Platyna                 |
| „—” oznacza wydania, które nie znalazły się na liście przebojów. |                                      |                                                      |                              |                              |                                 |

#### 1991–2000
| Rok                                                              | Tytuł                      | Szczegóły dotyczące albumu                                  | Najwyższe pozycje na listach | Najwyższe pozycje na listach | Najwyższe pozycje na listach | Najwyższe pozycje na listach | Najwyższe pozycje na listach | Certyfikaty                     |
| Rok                                                              | Tytuł                      | Szczegóły dotyczące albumu                                  | USA                          | USA Country                  | AUS                          | CAN                          | CAN Country                  | Certyfikaty                     |
| ---------------------------------------------------------------- | -------------------------- | ----------------------------------------------------------- | ---------------------------- | ---------------------------- | ---------------------------- | ---------------------------- | ---------------------------- | ------------------------------- |
| 1991                                                             | Chill of an Early Fall     | - Data wydania: 19 marca 1991 - Wytwórnia: MCA              | 45                           | 4                            | —                            | —                            | —                            | - RIAA: Platyna                 |
| 1992                                                             | Holding My Own             | - Data wydania: 21 kwietnia 1992 - Wytwórnia: MCA           | 33                           | 5                            | —                            | —                            | 17                           | - RIAA: Platyna                 |
| 1993                                                             | Easy Come, Easy Go         | - Data wydania: 28 września 1993 - Wytwórnia: MCA           | 5                            | 2                            | —                            | —                            | 2                            | - RIAA: 2× Platyna - CAN: Złoto |
| 1994                                                             | Lead On                    | - Data wydania: 8 listopada 1994 - Wytwórnia: MCA           | 26                           | 1                            | —                            | —                            | 3                            | - RIAA: 2× Platyna              |
| 1996                                                             | Blue Clear Sky             | - Data wydania: 23 kwietnia 1996 - Wytwórnia: MCA           | 7                            | 1                            | —                            | 49                           | 3                            | - RIAA: 3× Platyna - CAN: Złoto |
| 1997                                                             | Carrying Your Love with Me | - Data wydania: 22 kwietni 1997 - Wytwórnia: MCA Nashville  | 1                            | 1                            | 45                           | 28                           | 1                            | - RIAA: 3× Platyna - CAN: Złoto |
| 1998                                                             | One Step at a Time         | - Data wydania: 21 kwietnia 1998 - Wytwórnia: MCA Nashville | 2                            | 1                            | —                            | 23                           | 3                            | - RIAA: 2× Platyna - CAN: Złoto |
| 1999                                                             | Always Never the Same      | - Data wydania: 2 marca 1999 - Wytwórnia: MCA Nashville     | 6                            | 2                            | —                            | 73                           | 2                            | - RIAA: Platyna - CAN: Złoto    |
| 2000                                                             | George Strait              | - Data wydania: 19 września 2000 - Wytwórnia: MCA Nashville | 7                            | 1                            | —                            | —                            | 8                            | - RIAA: Złoto                   |
| „—” oznacza wydania, które nie znalazły się na liście przebojów. |                            |                                                             |                              |                              |                              |                              |                              |                                 |

#### 2001–2010
| Rok                                                              | Tytuł                   | Szczegóły dotyczące albumu                                     | Najwyższe pozycje na listach | Najwyższe pozycje na listach | Najwyższe pozycje na listach | Najwyższe pozycje na listach | Certyfikaty     |
| Rok                                                              | Tytuł                   | Szczegóły dotyczące albumu                                     | USA                          | USA Country                  | AUS                          | CAN                          | Certyfikaty     |
| ---------------------------------------------------------------- | ----------------------- | -------------------------------------------------------------- | ---------------------------- | ---------------------------- | ---------------------------- | ---------------------------- | --------------- |
| 2001                                                             | The Road Less Traveled  | - Data wydania: 6 listopada 2001 - Wytwórnia: MCA Nashville    | 9                            | 1                            | —                            | —                            | - RIAA: Platyna |
| 2003                                                             | Honkytonkville          | - Data wydania: 10 czerwca 2003 - Wytwórnia: MCA Nashville     | 5                            | 1                            | 95                           | —                            | - RIAA: Platyna |
| 2005                                                             | Somewhere Down in Texas | - Data wydania: 28 czerwca 2005 - Wytwórnia: MCA Nashville     | 1                            | 1                            | —                            | —                            | - RIAA: Platyna |
| 2006                                                             | It Just Comes Natural   | - Data wydania: 3 października 2006 - Wytwórnia: MCA Nashville | 3                            | 1                            | —                            | —                            | - RIAA: Platyna |
| 2008                                                             | Troubadour              | - Data wydania: 1 kwietnia 2008 - Wytwórnia: MCA Nashville     | 1                            | 1                            | —                            | 13                           | - RIAA: Platyna |
| 2009                                                             | Twang                   | - Data wydania: 11 sierpnia 2009 - Wytwórnia: MCA Nashville    | 1                            | 1                            | —                            | 4                            | - RIAA: Złoto   |
| „—” oznacza wydania, które nie znalazły się na liście przebojów. |                         |                                                                |                              |                              |                              |                              |                 |

#### 2011–obecnie
| Rok                                                              | Tytuł                   | Szczegóły dotyczące albumu                                  | Najwyższe pozycje na listach | Najwyższe pozycje na listach | Najwyższe pozycje na listach | Najwyższe pozycje na listach | Certyfikaty   |
| Rok                                                              | Tytuł                   | Szczegóły dotyczące albumu                                  | USA                          | USA Country                  | AUS                          | CAN                          | Certyfikaty   |
| ---------------------------------------------------------------- | ----------------------- | ----------------------------------------------------------- | ---------------------------- | ---------------------------- | ---------------------------- | ---------------------------- | ------------- |
| 2011                                                             | Here for a Good Time    | - Data wydania: 6 września 2011 - Wytwórnia: MCA Nashville  | 3                            | 1                            | —                            | 12                           | - RIAA: Złoto |
| 2013                                                             | Love Is Everything      | - Data wydania: 14 maja 2013 - Wytwórnia: MCA Nashville     | 2                            | 1                            | 86                           | 8                            | - RIAA: Złoto |
| 2015                                                             | Cold Beer Conversation  | - Data wydania: 25 września 2015 - Wytwórnia: MCA Nashville | 4                            | 1                            | 74                           | 15                           |               |
| 2019                                                             | Honky Tonk Time Machine | - Data wydania: 29 marca 2019 - Wytwórnia: MCA Nashville    | 4                            | 1                            | 80                           | 93                           |               |
| 2024                                                             | Cowboys and Dreamers    | - Data wydania: 6 września 2024 - Wytwórnia: MCA Nashville  | 14                           | 6                            | —                            | —                            |               |
| „—” oznacza wydania, które nie znalazły się na liście przebojów. |                         |                                                             |                              |                              |                              |                              |               |

### Albumy koncertowe
| Rok                                                              | Tytuł                                                         | Szczegóły dotyczące albumu                                    | Najwyższe pozycje na listach | Najwyższe pozycje na listach | Najwyższe pozycje na listach | Certyfikaty   |
| Rok                                                              | Tytuł                                                         | Szczegóły dotyczące albumu                                    | US                           | US Country                   | CAN                          | Certyfikaty   |
| ---------------------------------------------------------------- | ------------------------------------------------------------- | ------------------------------------------------------------- | ---------------------------- | ---------------------------- | ---------------------------- | ------------- |
| 2003                                                             | For the Last Time: Live from the Astrodome                    | - Data wydania: 11 lutego 2003 - Wytwórnia: MCA Nashville     | 7                            | 2                            | —                            | - RIAA: Złoto |
| 2007                                                             | Live at Texas Stadium (z Alanem Jacksonem i Jimmym Buffettem) | - Data wydania: 3 kwietnia 2007 - Wytwórnia: Mailboat Records | 11                           | 4                            | —                            |               |
| 2014                                                             | The Cowboy Rides Away: Live from AT&T Stadium                 | - Data wydania: 16 września 2014 - Wytwórnia: MCA Nashville   | 4                            | 2                            | 16                           |               |
| 2023                                                             | Somewhere Along The Way (Live 1984)                           | - Data wydania: 18 października 2023 - Wytwórnia: Maquette    |                              |                              |                              |               |
| „—” oznacza wydania, które nie znalazły się na liście przebojów. |                                                               |                                                               |                              |                              |                              |               |

### Ścieżki dźwiękowe
| Rok  | Tytył        | Szczegóły dotyczące albumu                        | Najwyższe pozycje na listach | Najwyższe pozycje na listach | Najwyższe pozycje na listach | Najwyższe pozycje na listach | Certyfikaty                       |
| Rok  | Tytył        | Szczegóły dotyczące albumu                        | US                           | US Country                   | CAN                          | CAN Country                  | Certyfikaty                       |
| ---- | ------------ | ------------------------------------------------- | ---------------------------- | ---------------------------- | ---------------------------- | ---------------------------- | --------------------------------- |
| 1992 | Pure Country | - Data wydania: 15 września 1992 - Wytwórnia: MCA | 6                            | 1                            | 32                           | 1                            | - RIAA: 6× Platyna - CAN: Platyna |

### Albumy bożonarodzeniowe
| Rok                                                              | Tytuł                                          | Szczegóły dotyczące albumu                                      | Najwyższe pozycje na listach | Najwyższe pozycje na listach | Najwyższe pozycje na listach | Certyfikaty        |
| Rok                                                              | Tytuł                                          | Szczegóły dotyczące albumu                                      | US                           | US Country                   | CAN                          | Certyfikaty        |
| ---------------------------------------------------------------- | ---------------------------------------------- | --------------------------------------------------------------- | ---------------------------- | ---------------------------- | ---------------------------- | ------------------ |
| 1986                                                             | Merry Christmas Strait to You!                 | - Data wydania: 8 września 1986 - Wytwórnia: MCA                | —                            | 17                           | —                            | - RIAA: 2× Platyna |
| 1999                                                             | Merry Christmas Wherever You Are               | - Data wydania: 21 września 1999 - Wytwórnia: MCA Nashville     | 78                           | 10                           | —                            | - RIAA: Złoto      |
| 2003                                                             | 20th Century Masters: The Christmas Collection | - Data wydania: 23 września 2003 - Wytwórnia: MCA Nashville     | —                            | 60                           | 93                           |                    |
| 2006                                                             | Fresh Cut Christmas                            | - Data wydania: 2006 - Wytwórnia: MCA Nashville                 | —                            | —                            | —                            | - RIAA: Platyna    |
| 2008                                                             | Classic Christmas                              | - Data wydania: 7 października 2008 - Wytwórnia: MCA Nashville  | 90                           | 16                           | —                            |                    |
| 2011                                                             | Christmas Time: 15 Holiday Favorites           | - Data wydania: 2011 - Wytwórnia: MCA Nashville                 | —                            | 62                           | —                            |                    |
| 2016                                                             | Strait for the Holidays                        | - Data wydania: 28 października 2016 - Wytwórnia: MCA Nashville | 138                          | 11                           | —                            |                    |
| „—” oznacza wydania, które nie znalazły się na liście przebojów. |                                                |                                                                 |                              |                              |                              |                    |

### Kompilacje

#### 1981–2000
| Rok  | Tytuł                          | Szczegóły dotyczące albumu                              |
| ---- | ------------------------------ | ------------------------------------------------------- |
| 1985 | Greatest Hits                  | - Data wydania: 4 marca 1985 - Wytwórnia: MCA           |
| 1987 | Greatest Hits Volume Two       | - Data wydania: 7 września 1987 - Wytwórnia: MCA        |
| 1991 | Ten Strait Hits                | - Data wydania: 31 grudnia 1991 - Wytwórnia: MCA        |
| 1995 | Strait Out of the Box          | - Data wydania: 12 września 1995 - Wytwórnia: MCA       |
| 2000 | Latest Greatest Straitest Hits | - Data wydania: 7 marca 2000 - Wytwórnia: MCA Nashville |

#### 2001–2019
| Rok  | Tytuł                                                                       | Szczegóły dotyczące albumu                                     |
| ---- | --------------------------------------------------------------------------- | -------------------------------------------------------------- |
| 2002 | 20th Century Masters – The Millennium Collection: The Best of George Strait | - Data wydania: 26 marca 2002 - Wytwórnia: MCA Nashville       |
| 2004 | 50 Number Ones                                                              | - Data wydania: 5 października 2004 - Wytwórnia: MCA Nashville |
| 2007 | 22 More Hits                                                                | - Data wydania: 13 listopada 2007 - Wytwórnia: MCA Nashville   |
| 2011 | Strait Hits                                                                 | - Data wydania: 20 czerwca 2011 - Wytwórnia: Humphead Records  |
| 2011 | Icon                                                                        | - Data wydania: 13 września 2011 - Wytwórnia: MCA Nashville    |
| 2011 | Icon 2                                                                      | - Data wydania: 8 listopada 2011 - Wytwórnia: MCA Nashville    |
| 2011 | Best of George Strait                                                       | - Data wydania: 2011 - Wytwórnia: MCA Nashville                |
| 2011 | Best of George Strait (Deluxe Edition)                                      | - Data wydania: 2011 - Wytwórnia: MCA Nashville                |
| 2013 | Sixty Number Ones                                                           | - Data wydania: 14 maja 2013 - Wytwórnia: MCA Nashville        |
| 2016 | Strait Out of the Box: Part 2                                               | - Data wydania: 18 listopada 2016 - Wytwórnia: MCA Nashville   |

#### 2020–obecnie
| Rok  | Tytuł                   | Szczegóły dotyczące albumu                                  |
| ---- | ----------------------- | ----------------------------------------------------------- |
| 2021 | The Weight of the Badge | - Data wydania: 11 czerwca 2021 - Wytwórnia: UMG Recordings |
| 2024 | Country Valentine       | - Data wydania: 9 lutego 2024 - Wytwórnia: UMG Recordings   |